# Pollenia verneri
Pollenia verneri este o specie de muște din genul Pollenia, familia Calliphoridae, descrisă de Knut Rognes în anul 1992.
Este endemică în Spania. Conform Catalogue of Life specia Pollenia verneri nu are subspecii cunoscute.